# Bolesław Götze
Bolesław Götze lub Goetze (ur. 6 kwietnia 1888 z Pabianicach, zm. 10 stycznia 1962 w Kitchener) – polsko-niemiecki pastor i działacz baptystyczny, tłumacz i wydawca literatury religijnej.

## Życiorys
Urodził się 6 kwietnia 1888 w Pabianicach, w rodzinie Jana Henryka i Anny z Nigów. Jego ojciec był luteraninem, zaś matka katoliczką. On sam został konfirmowany w Kościele Ewangelicko-Augsburskim mając 14 lat, jednak po zetknięciu z ruchem baptystycznym 25 lutego 1903 przyjął chrzest w zborze baptystycznym w Łodzi. W latach 1907–1909 studiował w Baptystycznym Seminarium Teologicznym w Łodzi, a następnie do końca 1918 pracował w kilku zborach na terenie Wołynia. W latach 1919–1922 prowadził zbór Łódź-Chojny, jednocześnie pełniąc funkcję kapelana więziennego i redaktora organu prasowego niemieckich baptystów w Polsce pt. Hausfreund. Od 1922 roku pracował w Rosyjskim Towarzystwie Misyjnym. W latach 1922–1924 był dyrektorem Brytyjsko-Amerykańskiej Misji Niesienia Pomocy w Warszawie. Należał do założycieli i czołowych działaczy utworzonego w 1924 roku Towarzystwa Wzajemnej Pomocy Ewangelicznych Chrześcijan w Warszawie oraz utworzonego w 1930 roku Chrześcijańskiego Stowarzyszenia Misyjnego. W latach 30. XX wieku utworzył w Warszawie własną centrale misyjną zajmującą się wydawaniem i kolportażem prasy i wydawnictw chrześcijańskich w języku polskim, rosyjskim i niemieckim. Wydawał między innymi Nowy Testament i Psalmy w języku polskim i rosyjskim, a także trzy czasopisma w językach polskim, rosyjskim i niemieckim.
Po wybuchu II wojny światowej, niemieckie władze okupacyjne zniszczyły lub zarekwirowały znaczną część jego jeszcze nierozprowadzonych wydawnictw co ostatecznie przerwało aktywność wydawniczą Bolesława Götze, który emigrował do Niemiec, a następnie w roku 1954 do Kanady, gdzie zmarł 10 stycznia 1962 w Kitchener. 

## Wybrana bibliografia autorska
- Biblischer Spiegel für jedermann (Selbstverl. des Verfassers, Warszawa, 1925)
- Gebete biblischer Männer und Frauen und Gottes Antworten darauf (Selbstverl. des Verfassers, Warszawa, 1925)
- Gott der Heilige Geist : Seine Gaben und Sein Wirken: eine Sammlung biblischer und geschichtlicher Zeugnisse (Selbstverl. des Verfassers, Warszawa, 1926)
- Köstlicher denn Gold und viel seines Gold (Selbstverl. des Verfassers, Warszawa, 1927)
- Männer und Frauen der Bibel im Lichte der heiligen Schrift (Selbstverl. des Verfassers, Warszawa, 1925)
- Namen, Titel, Bezeichnungen, Vergleiche, Charakter, sowie Tugenden und Eigenschaften des Dreieinigen Gottes nach der heiligen Schrift (Selbstverl. des Verfassers, Warszawa, 1925)